# بلشون البرك الهندي

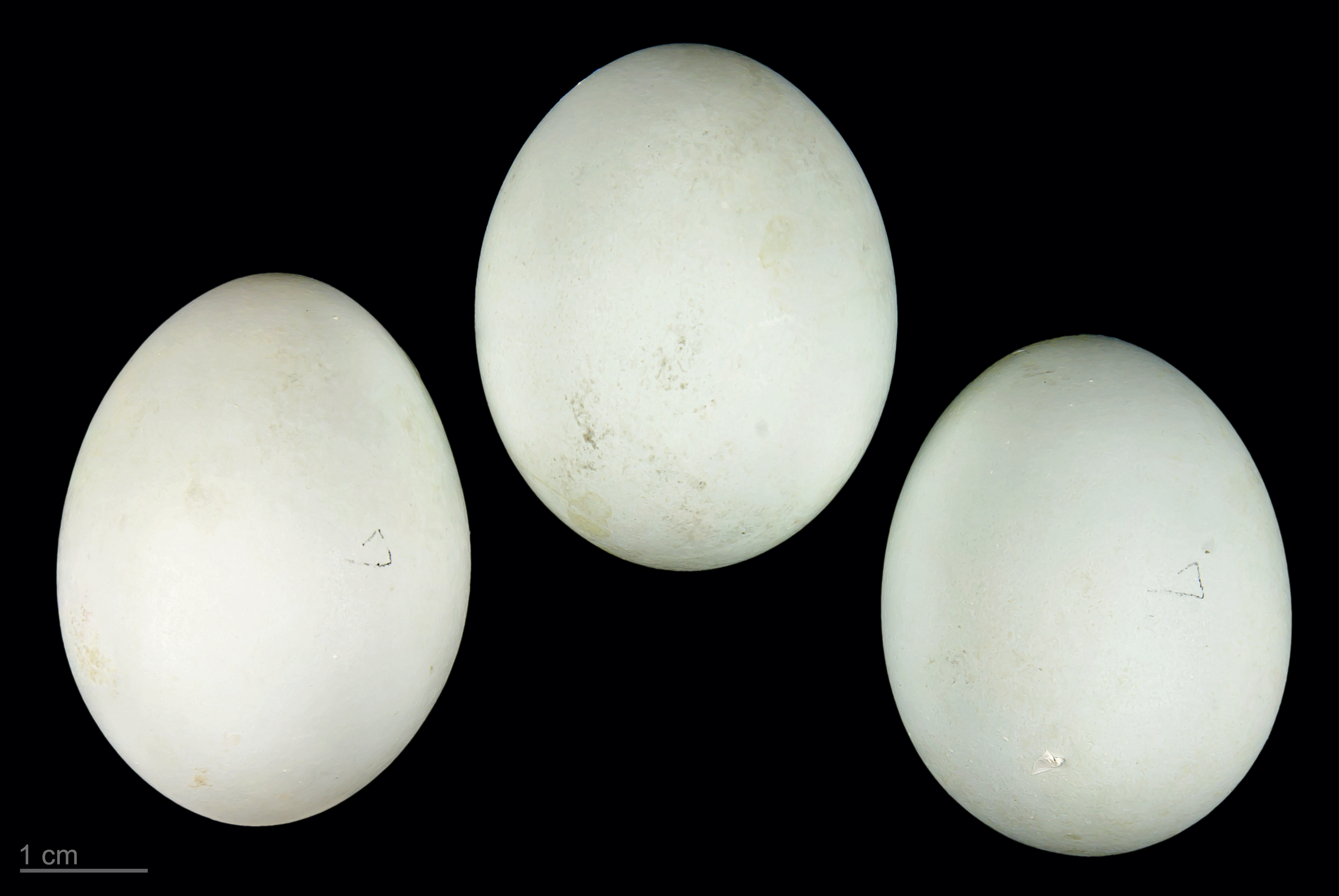
Ardeola grayii

بلشون البرك الهندي (الاسم العلمي: Ardeola  grayii) (بالإنجليزية: Indian  Pond  Heron)‏ هو طائر ينتمي إلى بلشونيات (فصيلة: Ardeidae).